# Fabrizio Saccomanni
Fabrizio Saccomanni (Roma, 22 novembre 1942 – San Teodoro, 8 agosto 2019) è stato un banchiere, economista e politico italiano.
Dal 28 aprile 2013 al 22 febbraio 2014 è stato ministro dell'economia e delle finanze nel Governo Letta.
Dal 13 aprile 2018 al giorno della sua scomparsa è stato il presidente del consiglio d'amministrazione di UniCredit.
Ex Presidente e membro del direttorio integrato dell'Istituto per la vigilanza sulle assicurazioni (Ivass), è stato membro del Cda della Banca dei Regolamenti Internazionali (BRI) e supplente del governatore nel consiglio direttivo della Bce. Il 2 ottobre 2006 venne nominato direttore generale della Banca d'Italia, ruolo dal quale si dimise il giorno del conferimento dell'incarico di Governo.

## Biografia

### Carriera accademica
Dopo la laurea in Economia e Commercio alla Università commerciale Luigi Bocconi di Milano, ha seguito corsi di perfezionamento in economia monetaria e internazionale presso la Princeton University, nel New Jersey.

### La carriera nella Banca d'Italia

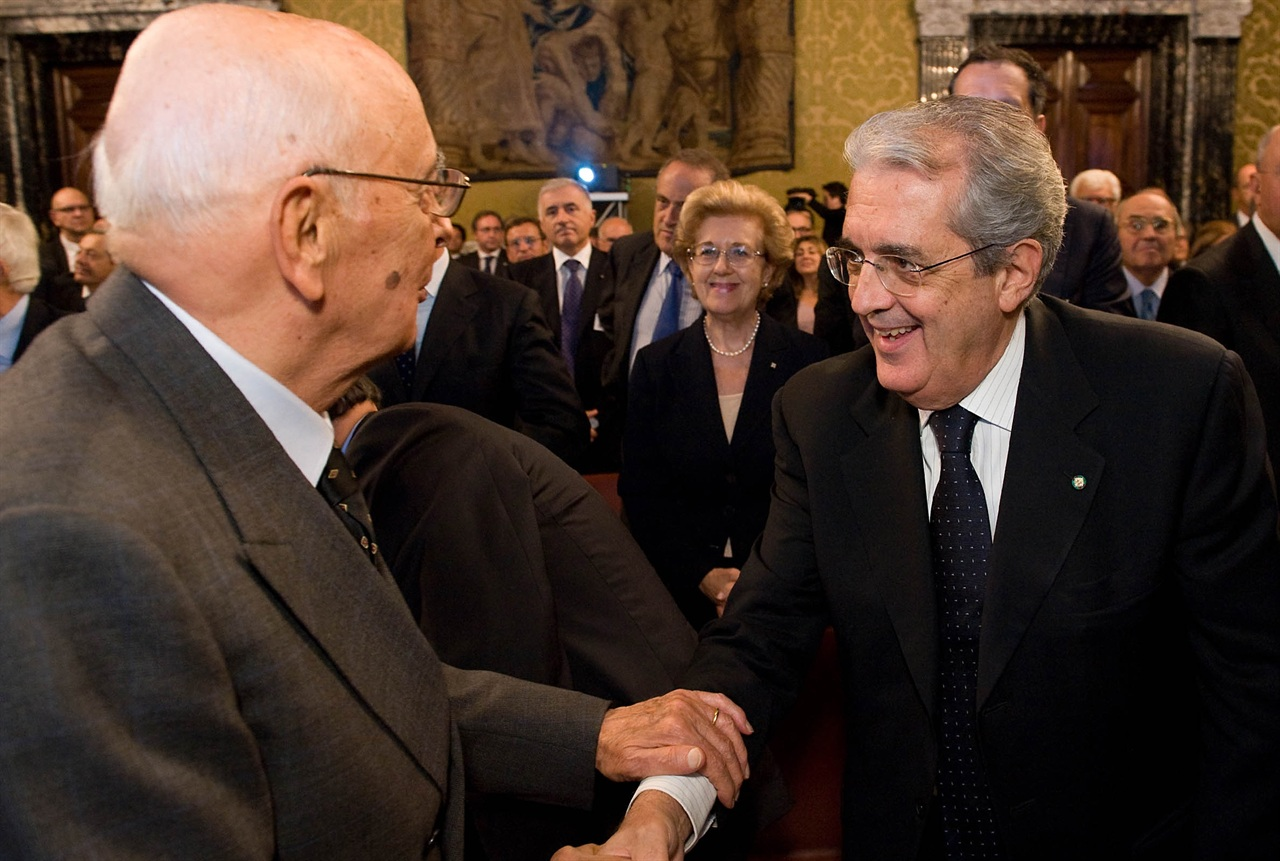
Fabrizio Saccomanni con il Presidente della Repubblica Giorgio Napolitano (2011)

Dopo essere entrato a far parte della Banca d'Italia nel 1967, ha lavorato, sempre quale rappresentante della Banca centrale italiana, presso il Fondo Monetario Internazionale, la Banca centrale europea, la Banca dei Regolamenti Internazionali e l'Unione europea.
Inoltre, dal 2003 al 2006 è stato vicepresidente della Banca Europea per la Ricostruzione e lo Sviluppo.
Saccomanni fu membro del consiglio direttivo dell'Einaudi Institute of Economics and Finance, membro del consiglio direttivo dell'Istituto italiano di tecnologia, membro del Consiglio Direttivo dell'Istituto Affari Internazionali, membro della Società italiana degli economisti e componente del Collegio di Indirizzo della Bologna University Business School.
Il 2 ottobre 2006 è stato nominato direttore generale della Banca d'Italia, carica alla quale è stato riconfermato nel luglio del 2012. Il 30 maggio 2014 il Consiglio superiore dell'Istituto di emissione gli ha conferito il titolo di Direttore Generale onorario, titolo conferito in passato anche a Niccolò Introna, Antonino Occhiuto e Vincenzo Desario. Tra i Governatori dell'Istituto di emissione a ricevere il titolo onorario vi sono stati Donato Menichella, Paolo Baffi, Carlo Azeglio Ciampi, e Mario Draghi.
In un documento sulle dichiarazioni patrimoniali e reddituali rese dai titolari di cariche elettive e direttive di alcuni enti, a cura della Presidenza del Consiglio dei Ministri ai sensi dell'art. 12 della legge 5 luglio 1982 n. 441, risulta che il manager vanti per il 2010, redditi annui pari a 838596 €.
Dal gennaio all'aprile 2013 è stato presidente e membro del direttorio integrato dell'Istituto per la vigilanza sulle assicurazioni (IVASS) secondo quanto stabilito dal decreto-legge 6 luglio 2012, n. 95, emanato dal Governo Monti nell'ambito delle politiche di spending review, che ha previsto che sia il direttore generale della Banca d'Italia a guidare il nuovo istituto nato dalle ceneri dell'ISVAP (l'Istituto per la vigilanza sulle assicurazioni private).

### Ministro dell'Economia
Il 28 aprile 2013 viene nominato ministro dell'economia e delle finanze del Governo Letta e il giorno stesso giura dinanzi al presidente della Repubblica. Mantiene la carica fino al 24 febbraio 2014, quando lo sostituisce Pier Carlo Padoan.

### Presidente di UniCredit
Il 13 aprile 2018 è nominato presidente del consiglio d'amministrazione di UniCredit dall'assemblea degli azionisti, dopo che l'8 novembre 2017 è stato cooptato all'unanimità nel cda dell'istituto dopo l'addio di Fabrizio Palenzona.

### Morte
Muore improvvisamente l'8 agosto 2019 all’età di 76 anni, dopo essere stato colpito da un arresto cardiaco mentre si trovava in vacanza nella spiaggia di Puntaldia nel comune di San Teodoro, in Sardegna. Il giorno prima, a Milano, aveva partecipato a una conferenza stampa in occasione della semestrale di UniCredit.

## Opere
- Fabrizio Saccomanni, Tigri globali, domatori nazionali, Bologna, Il Mulino, 2002, ISBN 88-15-08772-9.. Traduzione inglese Managing international financial instability: national tamers versus global tigers. Edward Elgar Publishing, Cheltenham 2010.
- W. Allen, La teoria del commercio internazionale da Hume a Ohlin, ETAS, 1968 (traduttore)